# Audrey Raines
Audrey Heller-Raines es un personaje de ficción de la serie de televisión 24, y es representada por la actriz Kim Raver.

## Perfil
Audrey Raines es la hija del Secretario de Defensa de los Estados Unidos, James Heller.
Audrey ha ganado un Bachelor of Arts en la Universidad de Yale y también un Máster de Artes en Política Pública de la Universidad Brown. Trabaja como enlace inter-agencia del Departamento de Defensa de los Estados Unidos, donde actualmente (5.ª Temporada) es asignada a la división de la UAT en Los Ángeles. Audrey sirvió previamente como analista mayor de la política de su padre.
Audrey también ha trabajado como consultor para los contratos de gobierno para Anderson Aerospace Corporation y como un enlace de gobierno para Ballard Technology así como cabildero registrado. Su primer trabajo en el gobierno era una ayudante legislativa (probablemente para su padre) que se encargaba del House Armed Services Committee.
En algún momento antes de la cuarta temporada, Audrey conoce a Jack Bauer cuando éste es despedido de la UAT y busca trabajo como asistente de James Heller. Audrey y Jack iniciarían una relación amorosa a escondidas del padre de ella, y del hecho que ella se encuentra recién divorciada de Paul Raines, también un contratista para el Departamento de Defensa.

## Audrey Raines en 24

### Temporada 4
Para Audrey la Cuarta Temporada se inicia cuando se encuentra junto con su padre visitando Los Ángeles. En ese momento, ambos son secuestrados por una banda de terroristas apoyada principalmente por Kalil. Audrey y su padre son llevados a unas instalaciones abandonadas donde ella es usada como amenaza para obligar a su padre a firmar una confesión en la que se inculpa de atacar al mundo musulmán.
Sólo gracias a la ayuda de su romance secreto Jack Bauer ella y su padre son rescatados, y luego llevados a CTU de Los Ángeles. Allí ella debe confrontar a Paul Raines, su esposo, de quien se está separando. Cuando ella decide apoyar a Jack en su búsqueda de los terroristas, ambos son atacados por más terroristas y rescatados por Tony Almeida.
Tras esto Audrey se queda en la UAT para apoyar a su padre en la búsqueda del terrorista Habib Marwan, quien tiene bajo su control los reactores nucleares de todo Estados Unidos.
Después de lo sucedido aparece Paul, el esposo de Audrey (no están divorciados, sólo separados), sobre el cual Jack tiene sospechas de estar involucrado en los ataques. Para descubrirlo Audrey se reúne con él en un hotel, donde Jack lo atrapa y lo tortura. Esto marcaría a Audrey, puesto ella no conocía al Jack de "el fin justifica los medios". Producto de esto Audrey se muestra más preocupada por Paul que por Jack y completamente molesta por su actitud. Esta situación marcaría el transcurso de la vida sentimental de Jack y de la trama de la serie.
Cuando Paul y Jack van juntos a una misión a McLennan & Forester, la compañía en la que trabajaba Marwan, Paul es herido de bala mientras trata de salvar a Jack, y debe ser llevado a la UAT de urgencia, donde Audrey se encarga de cuidarlo. Audrey deja entrever que volvería con Paul, probablemente motivada por haber visto a Jack trabajar en campo.
Audrey confronta a Jack por haber torturado a un prisionero que estaba siendo requerido por Amnistía Internacional. Luego Jack se retira a una misión secreta en el consulado chino, que culmina con la muerte del cónsul. Jack trae consigo a un testigo herido de bala, quien debe ser operado de urgencia. Jack no tiene más opción que poner la vida de Paul de lado para salvar al testigo. Audrey mira horrorizada como Paul muere por causa de Jack y luego desprecia profundamente a Jack.
Audrey está recapacitando sobre su decisión, lo que influye en la relación que en ese momento están tratando de rearmar Tony Almeida y Michelle Dessler. Cuando ella se decide, suenan las alarmas de la UAT -- Jack, a sabiendas de que va a ser asesinado por el Servicio Secreto (para evitar que los chinos le extraigan información tras su deportación), se esconde en las instalaciones de la UAT y abre fuego. Tony acompaña al agente del Servicio Secreto y tratan de responder al fuego. Jack cae con una herida de bala en el cuello, y es declarado muerto. Bill Buchanan, la cabeza de la UAT en ese momento, le da sus condolencias a Audrey. En sólo cuatro horas ella ha perdido a los dos hombres a los que amaba.

### Entre las Temporadas 4 y 5
En algún momento entre las temporadas 4 y 5, y probablemente después que Vladimir Bierko ingresara al país, Audrey tuvo una corta relación con Walt Cummings, el Jefe de Personal del gobierno de Charles Logan. Audrey estaba aún recuperándose de la muerte de Jack, y Cummings bien podría haberse aprovechado de ella para tratar de obtener información de los protocolos de la UAT y de la muerte de Jack.

### Temporada 6
Cuando Jack va a decir a Marilyn Bauer que va a ver a Audrey para decirle que él está bien, Marilyn le dice que Audrey murió en un accidente de coche cuando iba a buscarlo a China. Posteriormente se descubre que Audrey está en poder de los chinos, quienes la secuestraron fingiendo el accidente. Tras todo ese tiempo en cautiverio Audrey vuelve como intercambio por un chip ruso que los chinos desean y Jack debe robar, sin embargo vuelve en un shock permanente. Debido a esto, su padre decide llevársela a su casa y alejarla así de Jack, pues considera que estando cerca de él siempre estará en peligro.
Al final de la temporada, Jack visita a Audrey en la casa de su padre, y decide alejarse en vista de su estado y de que esta al parecer ya no reaccionará más. La temporada culmina con Jack fuera de su casa con un notable tristeza.

### Temporada 9
Audrey reaparece en la temporada 9. Estuvo 3 años en coma desde el final de la sexta temporada, y finalmente volvió en sí. Se casó con Mark Bordou, ayudante de su padre. Se encontraba en Londres trabajando con el presidente.
Buscando evitar una guerra entre China y Estados Unidos, se reúne con un contacto chino, para entregarle información. En ese momento es amenazada por Cheng Zhi usando a un franco tirador. Kate Morgan va en su ayuda, logrando eliminar al franco tirador, pero no sabían q había otro apostado en un lugar diferente. Audrey recibe un disparo en el pecho y muere segundos después. 12 horas más tarde, su cuerpo es trasladado a EE. UU.

## Otros detalles
Audrey Raines a pesar de haber sido pareja sentimental de Jack, la misma no fue aceptada del todo por los fanáticos de la serie, pues consideraban que Kate Warner (Con la cual Jack tuvo una relación romántica de unos tres años, aunque no se vio en la serie) y con la cual Jack manejaba una "relación de interés" durante el desarrollo de la segunda temporada, era una mejor pareja para él por su desenvolvimiento con Jack en los ataques y por su postura siempre correcta. Su importancia es tal que aparece en el juego de 24. Esto es debido a su dependencia y fragilidad hacia Jack, en contraste de la fuerza y compañerismo que ofrecía Kater Warner, un personaje que a pesar de tener graves problemas personales a causa del terrorismo, supo reponerse y ser una igual con Jack. Renee Walker aportaba un rol parecido para Jack en temporadas posteriores.
- Datos: Q781068